# 李耕 (作家)
李耕（1928年2月10日—2018年8月24日），原名罗的，江西南昌人，中国作家，中国作家协会会员，编审，江西省作协副主席，中国散文诗学会副主席。

## 著作
出版散文诗集《没有帆的船》、《粗弦上的颤音》、《爝火之音》、《暮雨之泅》、《不眠的雨》、《梦的旅行》等六部。
2007年11月11日，郭凤、彭燕郊、耿林莽、李耕荣获中国现代文学馆、文艺报社、中外散文诗学会、河南文艺出版社联合颁发的“中国散文诗终身艺术成就奖”。